# Christina Lathan
Christina Lathan, nata Christina Brehmer (Altdöbern, 28 febbraio 1958), è un'ex velocista tedesca, specializzata nei 400 metri piani.

## Biografia
Il 9 maggio 1976 fu la prima donna a scendere sotto i 50" con cronometraggio elettronico nei 400 metri piani durante una gara a Dresda, dove fece registrare il tempo di 49"77. Questo primato le fu strappato da Irena Szewińska nel 1976 durante i Giochi olimpici (49"75).
Fu medaglia d'oro ai Giochi olimpici di Montréal nel 1976 nella staffetta 4×400 metri con Doris Maletzki, Brigitte Rohde e Ellen Strophal-Streidt, facendo registrare il record del mondo, mentre nei 400 metri piani conquistò la medaglia d'argento.
Nel 1978 fu campionessa europea nella staffetta 4×400 metri ai campionati di Praga, dove fu anche medaglia d'argento nei 400 metri.
Alle Olimpiadi di Mosca 1980 fu medaglia di bronzo nei 400 metri e ottenne l'argento nella staffetta 4×400 metri con Gabriele Löwe, Barbara Krug e Marita Koch.

## Palmarès
| Anno | Manifestazione  | Sede     | Evento                | Risultato | Prestazione | Note                          |
| ---- | --------------- | -------- | --------------------- | --------- | ----------- | ----------------------------- |
| 1976 | Giochi olimpici | Montréal | 400 metri             | Argento   | 50"51       |                               |
| 1976 | Giochi olimpici | Montréal | Staffetta 4×400 metri | Oro       | 3'19"23     | Record mondiale               |
| 1978 | Europei         | Praga    | 400 metri             | Argento   | 50"38       |                               |
| 1978 | Europei         | Praga    | Staffetta 4×400 metri | Oro       | 3'21"20     | Record dei campionati         |
| 1980 | Giochi olimpici | Mosca    | 400 metri             | Bronzo    | 49"66       | Miglior prestazione personale |
| 1980 | Giochi olimpici | Mosca    | Staffetta 4×400 metri | Argento   | 3'20"35     |                               |

## Altre competizioni internazionali
1977
- Coppa Europa di atletica leggera ( Helsinki)

1979
- Coppa Europa di atletica leggera ( Torino)